# Meciadanol
Meciadanol je sintetički O-metilisani flavanol. On je 3-O-metilosamo katehin. Meciadanol inhibira histidinsku dekarboksilazu kod pacova.